# Tkanina żakardowa

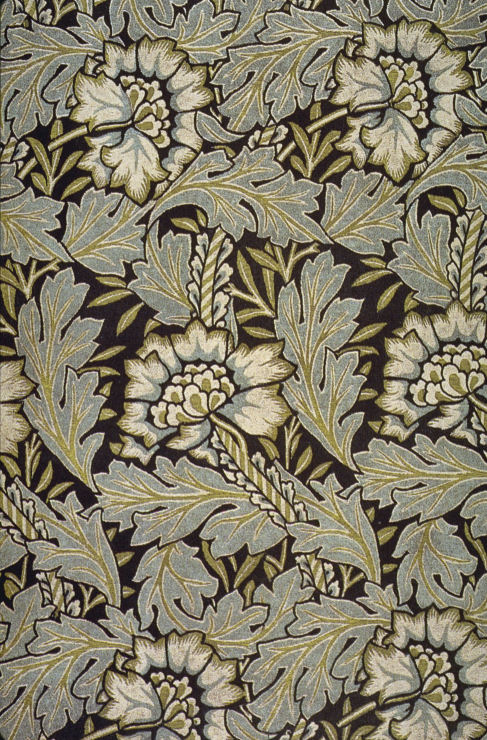
Jedwabny adamaszek według projektu Williama Morrisa

Tkaniny żakardowe – tkaniny o bardzo rozbudowanych (wielkoformatowych)  wzorach, jedno- lub wielobarwnych, wykonywane na krosnach wyposażonych w mechanizm Żakarda (Jacquarda). 
Maszyna Żakarda (żakardowa) jest jednym z mechanizmów tworzących przesmyk i może być montowana zarówno na krosnach czółenkowych jak i bezczółenkowych. Maszyny żakardowe wykonywane były również jako konstrukcje drewniane i stanowiły wyposażenie krosien ręcznych. Maszyna żakardowa, w nieco zmodyfikowanej formie, stosowana jest również do produkcji wzorzystych dzianin.
Tkaniny żakardowe wykonuje się jako:
- pojedyncze – tkanina wykonywana z jednej osnowy i jednego wątku
  1. jednobarwne – osnowa i wątek w takim samym kolorze, wzór wypełniany jest splotami osnowowymi lub wątkowymi, tworząc rodzaj mocno spłaszczonego reliefu. Tło wykonywane jest splotami o równowadze pokryć wątkowych i osnowowych. Strona lewa tkaniny jest negatywem strony prawej. Wzór widoczny jest dzięki zróżnicowanemu załamaniu światła na pokryciach wątkowych i osnowowych. Typowym przedstawicielem tego typu tkanin jest adamaszek
  2. wielobarwne – osnowa i wątek w różnych kolorach tworzą dwubarwny wzór, wykorzystując  jak poprzednio sploty: osnowowy i wątkowy. Tło tkaniny, wypełnione splotem o równowadze pokryć, ma barwę wypadkową. Rozróżnia się wówczas barwę wzoru i barwę tła. Kolorem wzoru i tła może być kolor wątku, osnowy lub kolor wypadkowy, powstający przez ich zmieszanie. Zastosowanie czarnego wątku i białej osnowy umożliwia uzyskanie wzoru w całej gamie odcieni szarości. Poziom szarości zależny jest od zastosowanego splotu tkackiego, np. osnowa czarna i biały wątek mogą tworzyć czarno-biały wzór na szarym tle
  3. wielowątkowe – tkaniny tworzone przez jedną osnowę i kilka różnokolorowych wątków. Wzór tworzony jest przez barwne pokrycia wątkowe. Tło stanowi tkanina w barwie wypadkowej wynikającej ze zmieszania barw składowych jednego z wątków i osnowy
  4. wieloosnowowe – tkaniny tworzone jednym wątkiem na wielu osnowach. Wzór tworzą barwne pokrycia osnowowe. Tło tworzy tkanina o barwie wypadkowej wynikającej ze zmieszania barw jednej z osnów i wątku
- wielowarstwowe – tkaniny tworzone na wielu osnowach przy użyciu wielu wątków. Wzór jest tworzony przez wątki, osnowy lub tkaniny. Podobnie, tło może być tworzone przez wątki, osnowy lub tkaniny. Zastosowanie czterech (np. CMYK) kolorów (dwa wątki i dwie osnowy) umożliwia uzyskanie pełnej gamy barw pośrednich, zależnych od zastosowanych splotów tkackich.

Opisana powyżej technika tkania umożliwia uzyskanie bardzo dużych wzorów, często o powierzchni kilku metrów kwadratowych, o dość płynnych konturach i drobnych elementach. Wzory tworzą najczęściej motywy roślinne, czasem sceny rodzajowe, a nawet obrazy czy portrety. Do wypełnienia wzorów i tła stosuje się wszystkie sploty zasadnicze: płócienny, skośny, atłasowy, jak również ich pochodne. Tkaniny wykonywane tą techniką to najczęściej tkaniny dekoracyjne, obiciowe, rzadziej odzieżowe. Wykonuje się też różnego rodzaju reklamówki demonstrujące możliwości tej techniki, np. kalendarze.